# Nogometni klub Hodošan
Il Nogometni klub Hodošan, meglio noto come Hodošan, è una società calcistica di Hodošan, una frazione di Donji Kraljevec, località nella Regione del Međimurje in Croazia.
Fondato nel 1965 (come NK Budućnost, nel 2006 ha preso il nome attuale), nella stagione 2020–21 milita nella 1. ŽNL Međimurska, quinta divisione della federazione calcistica della Croazia. 
Ha disputato una stagione della professionistica Druga HNL. I suoi colori sono bianco e azzurro, mentre la seconda divisa è bianca e rossa.

## Strutture

### Stadio
Il club disputa le partite casalinghe allo Sportski dom, un impianto con una capienza di 1500 posti, costruito nel 1998.